# Omphale sti
Omphale sti is een vliesvleugelig insect uit de familie Eulophidae. De wetenschappelijke naam is voor het eerst geldig gepubliceerd in 2012 door Hansson & Shevtsova. De wetenschappelijke naam sti verwijst naar de afkorting van het Swedish Taxonomy Initiative.
Het insect heeft een lichaamslengte van 1,3 tot 1,5 millimeter. 
De soort is alleen waargenomen in Zweden. 